# Jacobus Johannes Wilhelmus van Hout
Jacobus Johannes Wilhelmus van Hout (Vlijmen, 11 december 1895 – Den Bosch, 1 november 1957) was een Nederlands politicus. 
Hij werd geboren als zoon van Petrus Josephus van Hout (1867-1938, onderwijzer) en Gertuda Cornelia Hillen (*1857). Hij was werkzaam bij de gemeentesecretarie van Vlijmen en Vught en in 1920 trad hij als ambtenaar in dienst bij de gemeente Boxtel. Al dan niet daarnaast was Van Hout enige tijd directeur van een levensmiddelenbedrijf. In 1927 volgde zijn benoeming tot burgemeester van Budel. Daar werd hij in 1943 ontslagen waarna Budel later dat jaar een NSB'er als burgemeester kreeg. Na de bevrijding keerde Van Hout terug in zijn oude functie en in 1946 volgde zijn benoeming tot burgemeester van Vlijmen. Tijdens dat burgemeesterschap overleed hij in 1957 op 61-jarige leeftijd. 